# Néo-futurisme

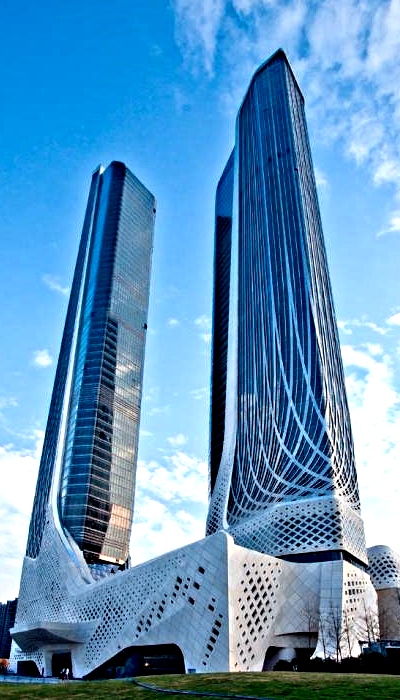
Le Nanjing International Youth Cultural Centre, un gratte-ciel néo-futuriste à Nanjing, en Chine.

Le néo-futurisme est un mouvement de la fin du XXe siècle et du début du XXIe siècle dans les arts, le design et l'architecture. Il a été considéré comme une rupture avec l'attitude du post-modernisme et représente une croyance idéaliste en un avenir meilleur.
Décrit comme un mouvement d'avant-garde ainsi que comme une refonte futuriste de la pensée derrière l'esthétique et la fonctionnalité du design dans les villes en croissance, le mouvement trouve ses origines dans le travail expressionniste structurel des architectes comme Alvar Aalto et Richard Buckminster Fuller du milieu du XXe siècle.

## Figures majeures
- Peter Cook, architecte, théoricien et professeur britannique ;
- Cedric Price, architecte britannique ;
- Renzo Piano, architecte italien ;
- Richard Rogers, architecte italo-britannique ;
- Norman Foster, architecte britannique ;
- Santiago Calatrava Valls, architecte, ingénieur et plasticien espagnol ;
- Zaha Hadid, architecte et urbaniste irako-britannique.

## Galerie

Œuvres représentatives du néo-futurisme
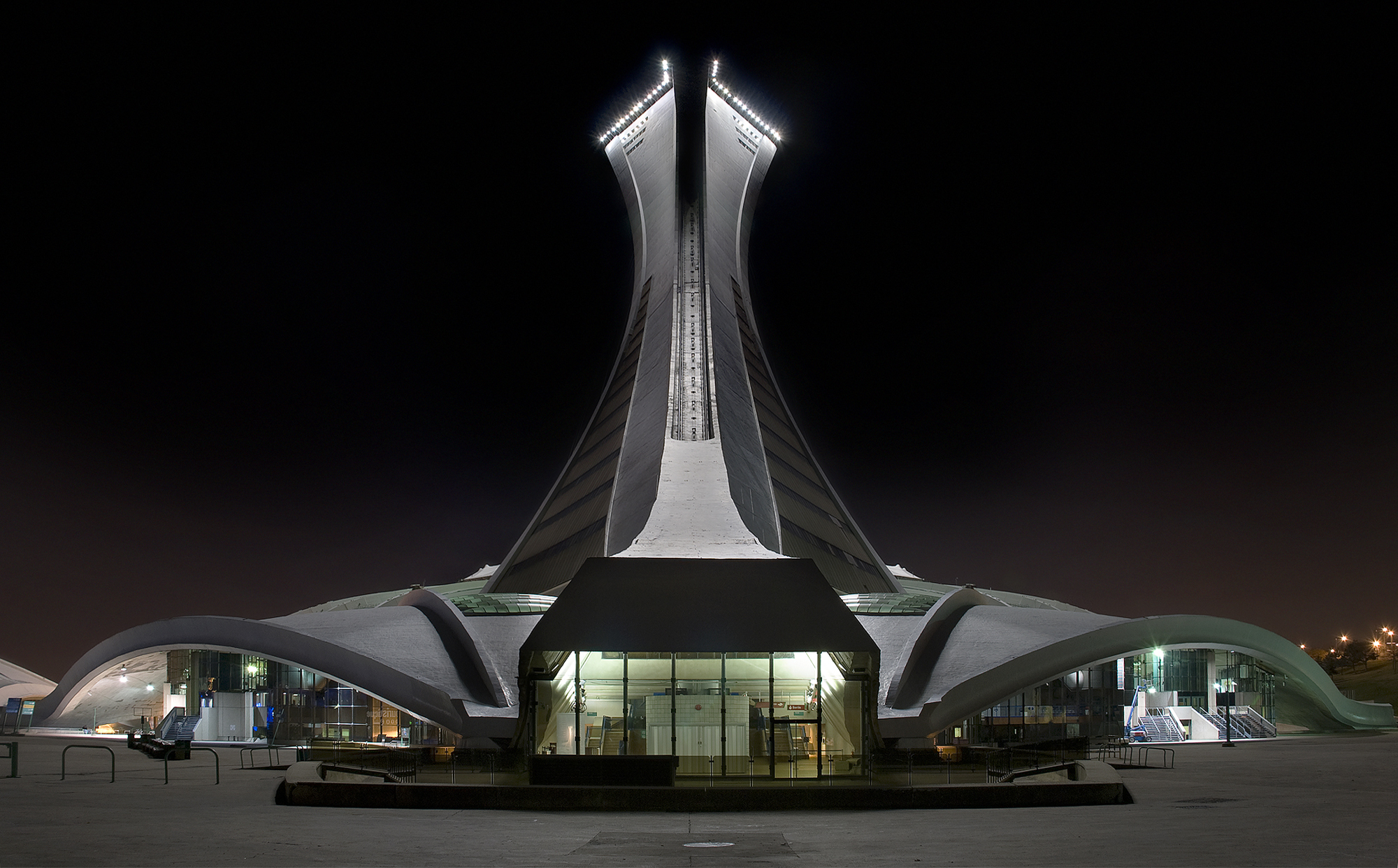
Le Stade olympique de Montréal, à Montréal (par Roger Taillibert, 1987).
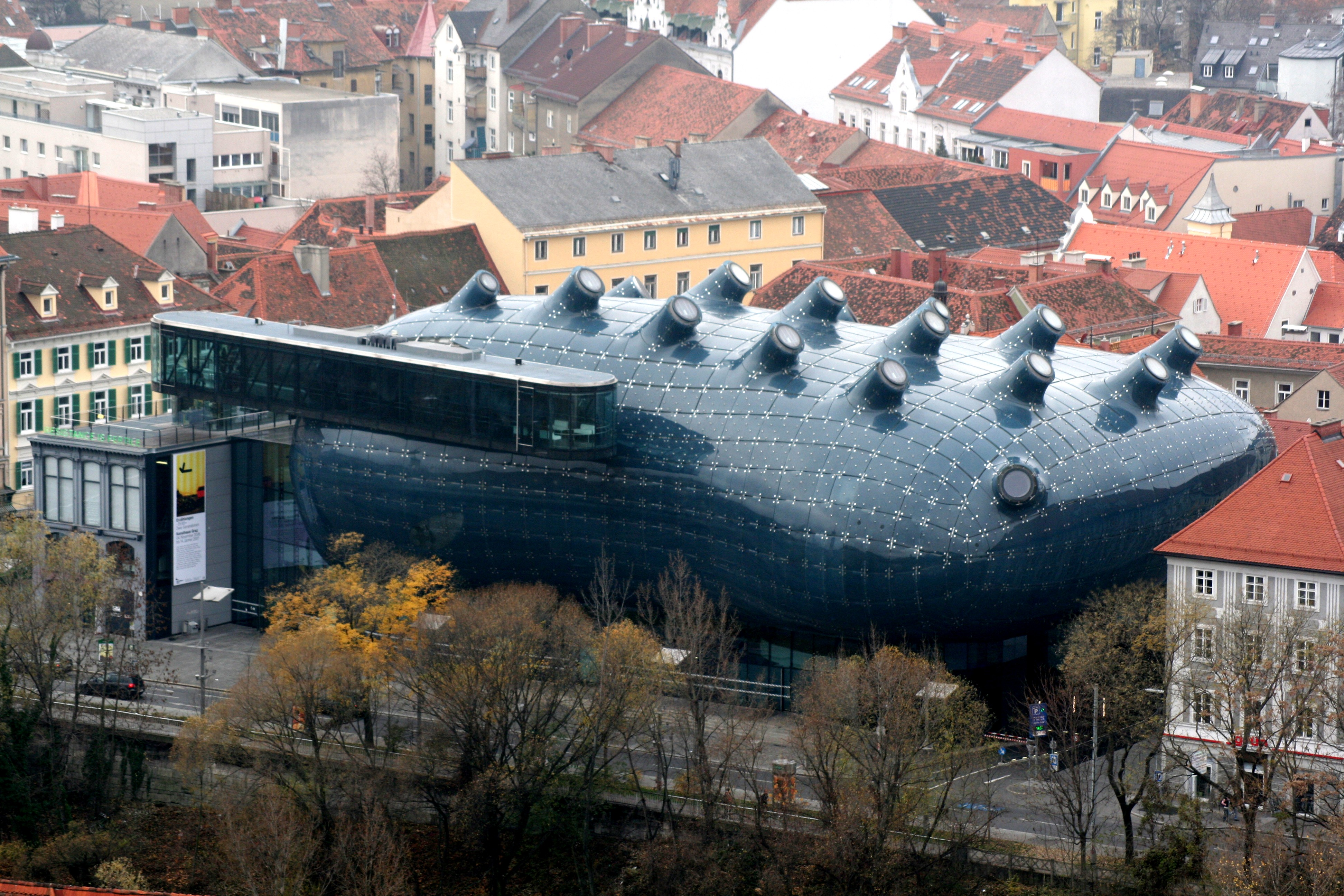
Le Kunsthaus Graz, à Graz (par Peter Cook et Colin Fournier (en), 2003).
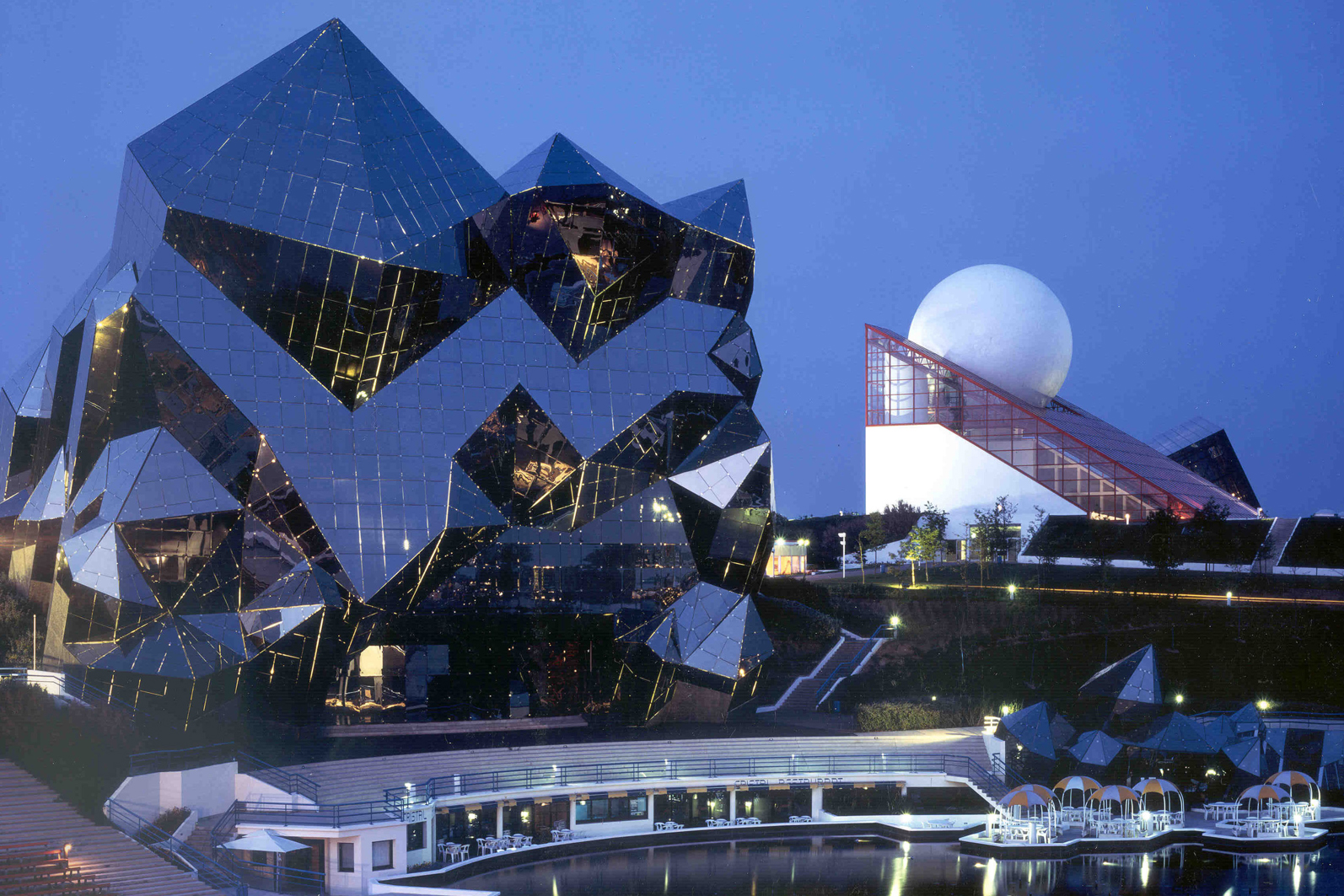
Les pavillons du Futuroscope, à Poitiers (par Denis Laming, 1984).
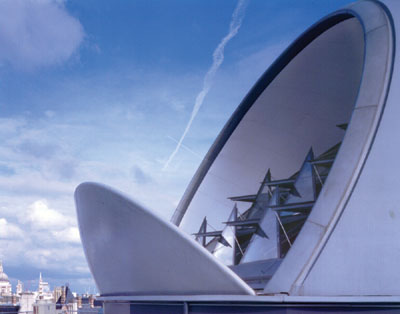
La British Library of Political and Economic Science, à Londres (par Norman Foster, 2000).
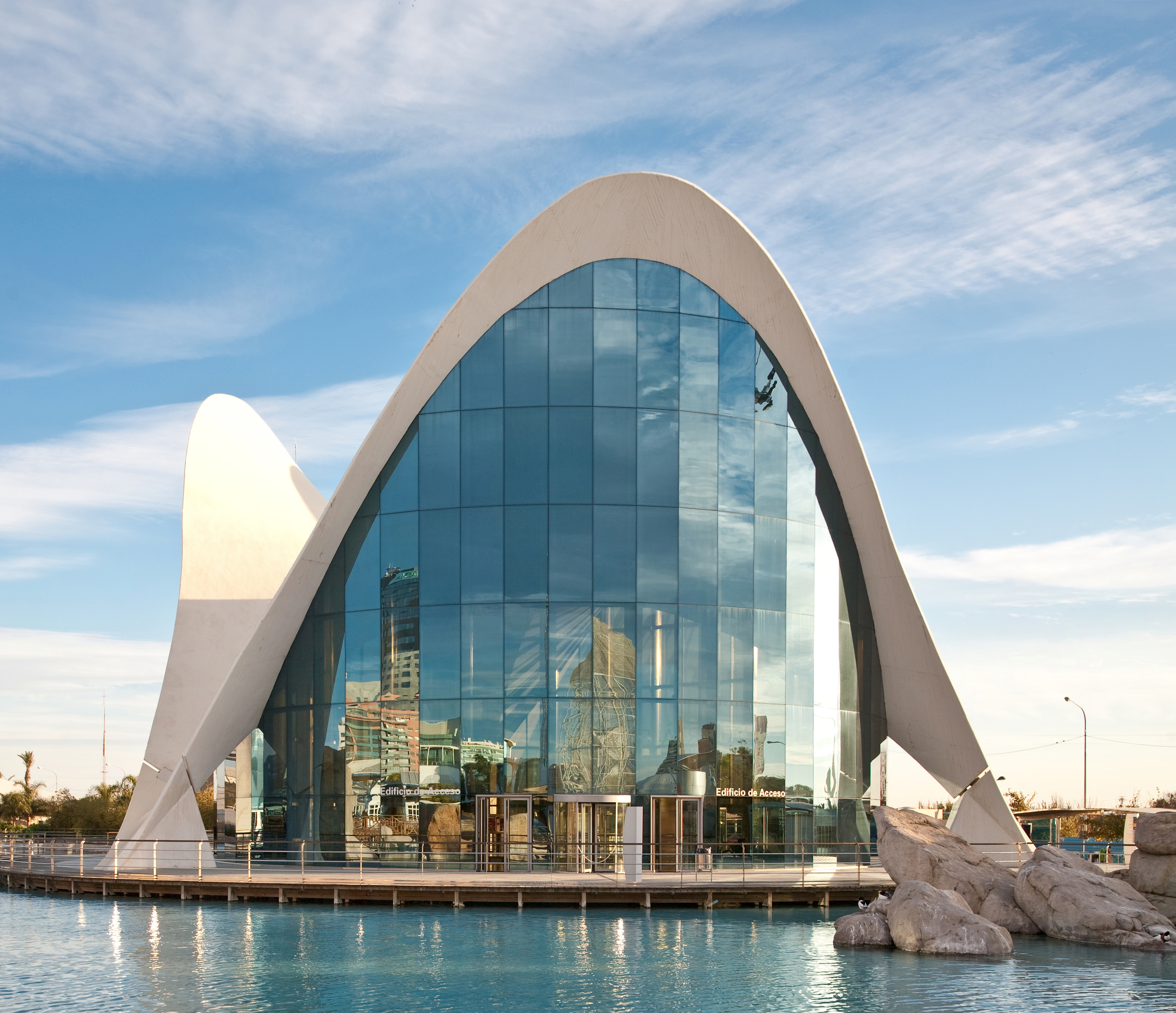
L'Oceanogràfic, dans la Cité des arts et des sciences de Valence (par Félix Candela, 2003).
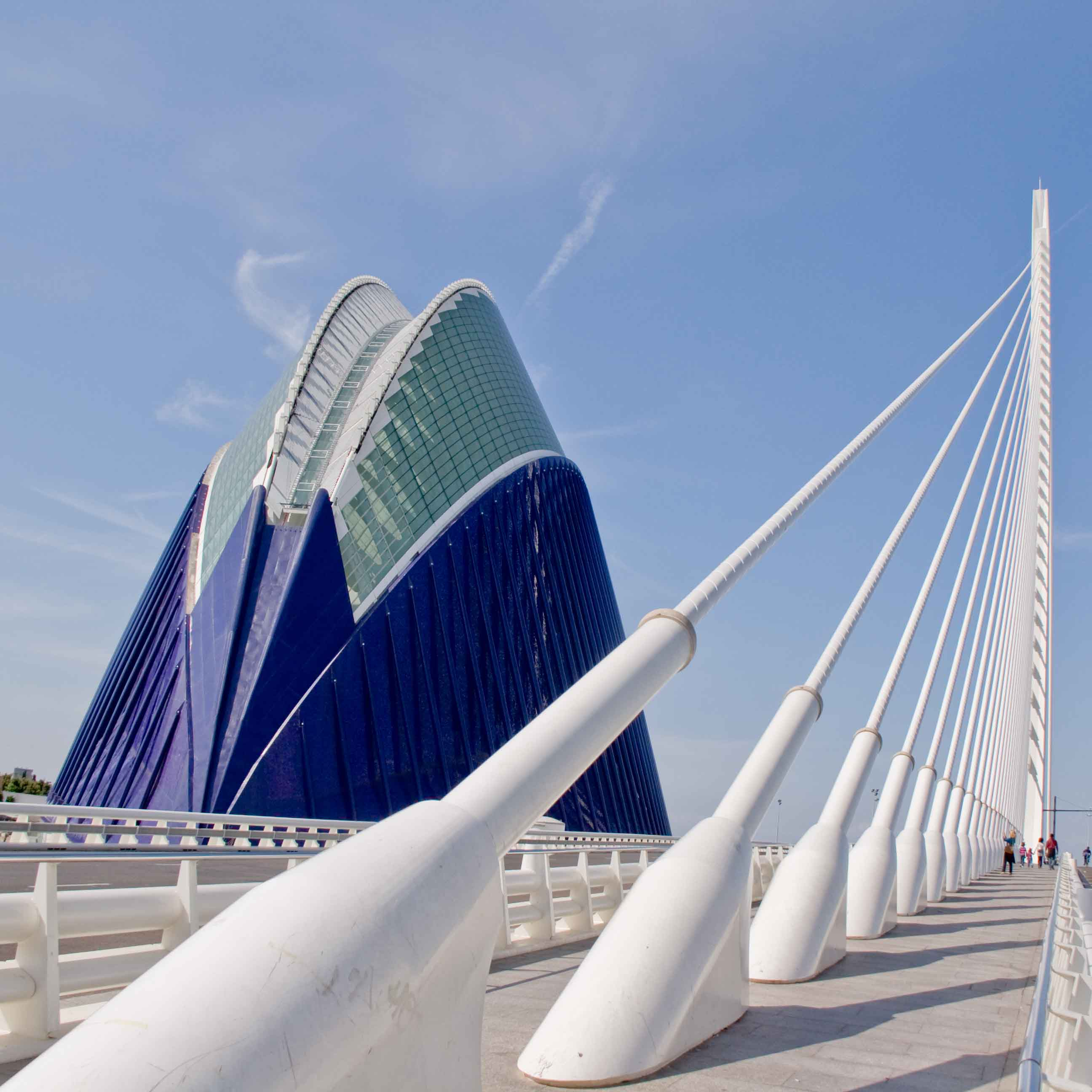
L'Àgora, dans la Cité des arts et des sciences de Valence (par Santiago Calatrava Valls, 2009).
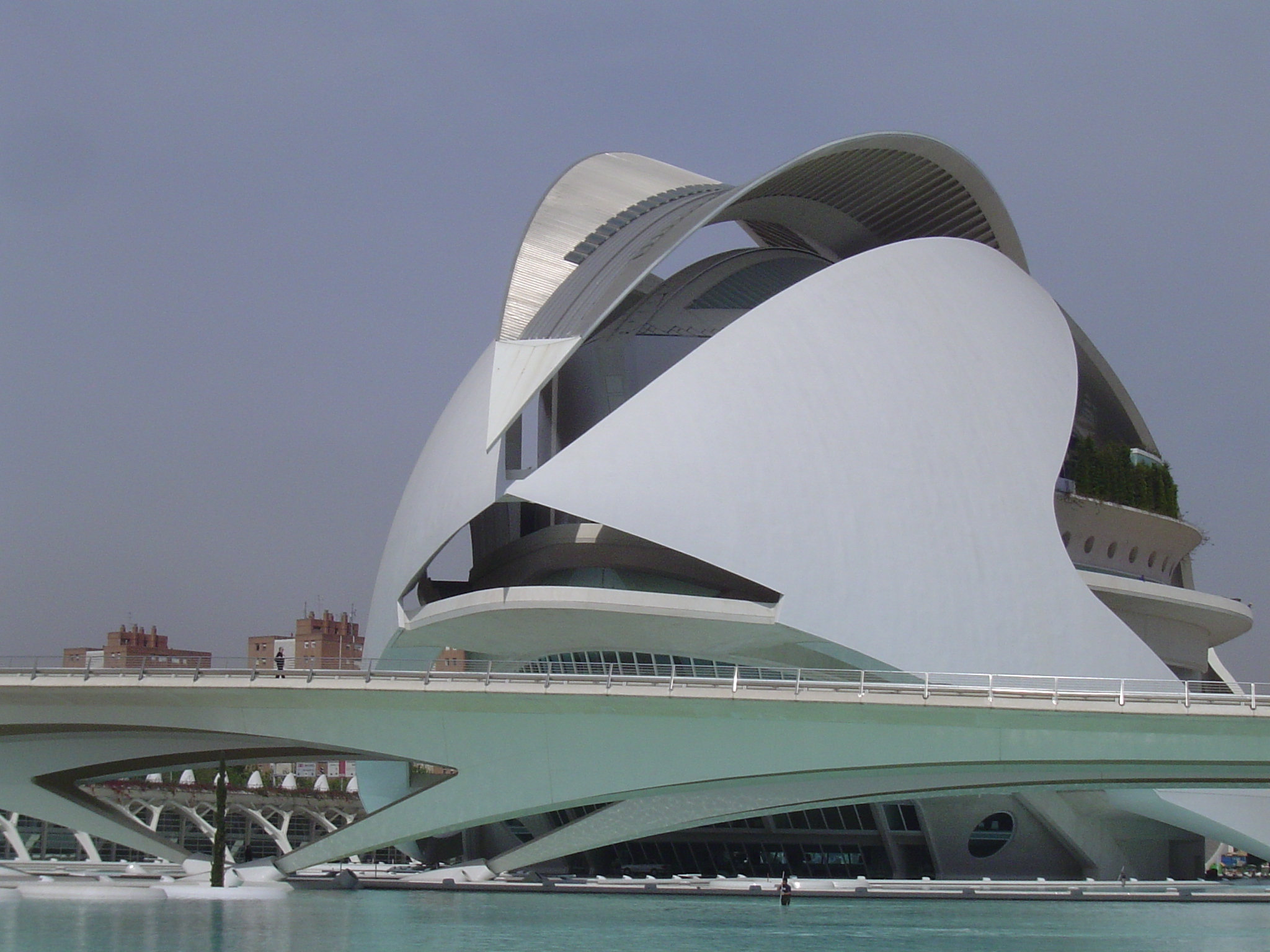
Le palais des Arts Reina-Sofía, dans la Cité des arts et des sciences de Valence (par Santiago Calatrava Valls, 2005).
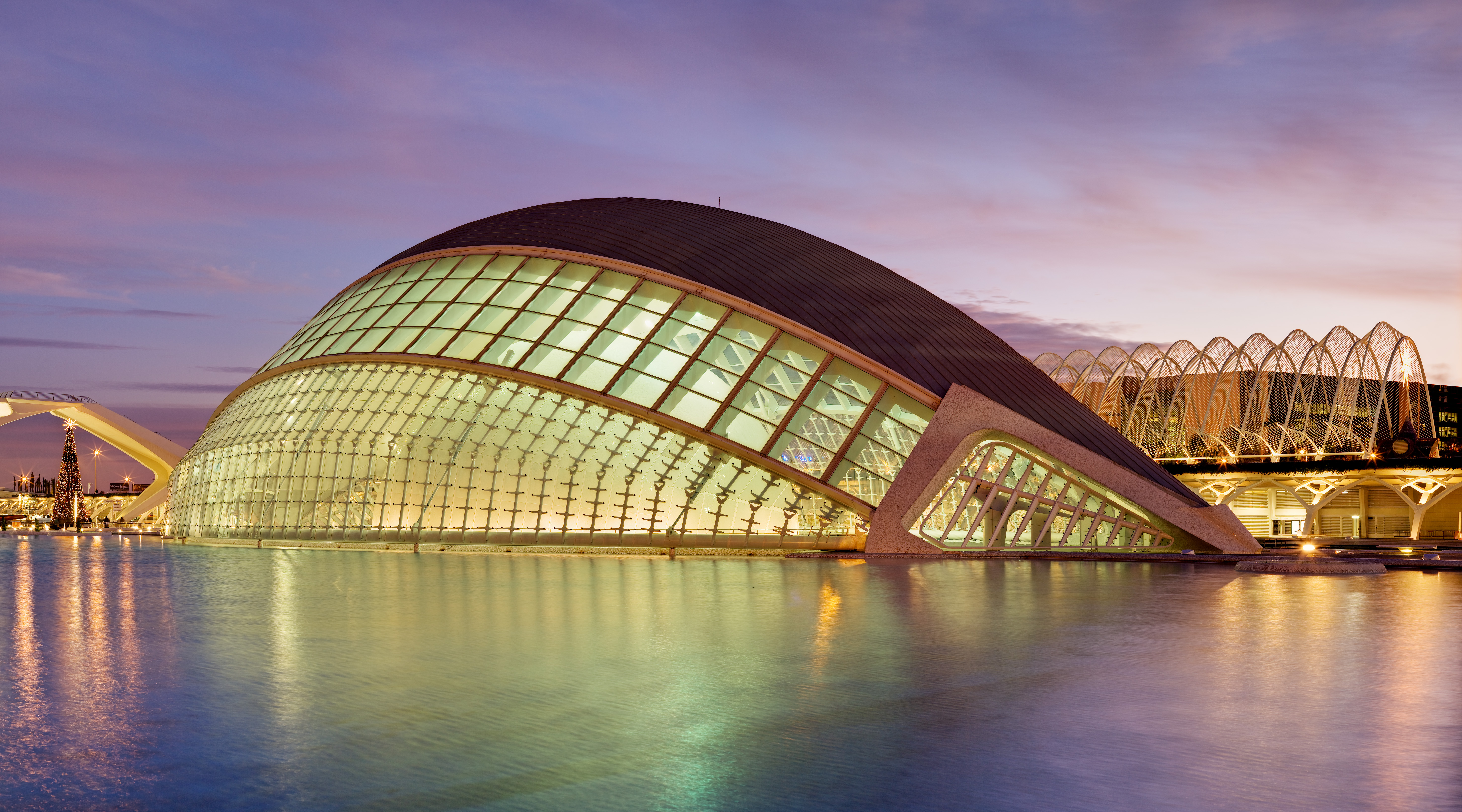
L'Hemisfèric, dans la Cité des arts et des sciences de Valence (par Santiago Calatrava Valls, 1998).
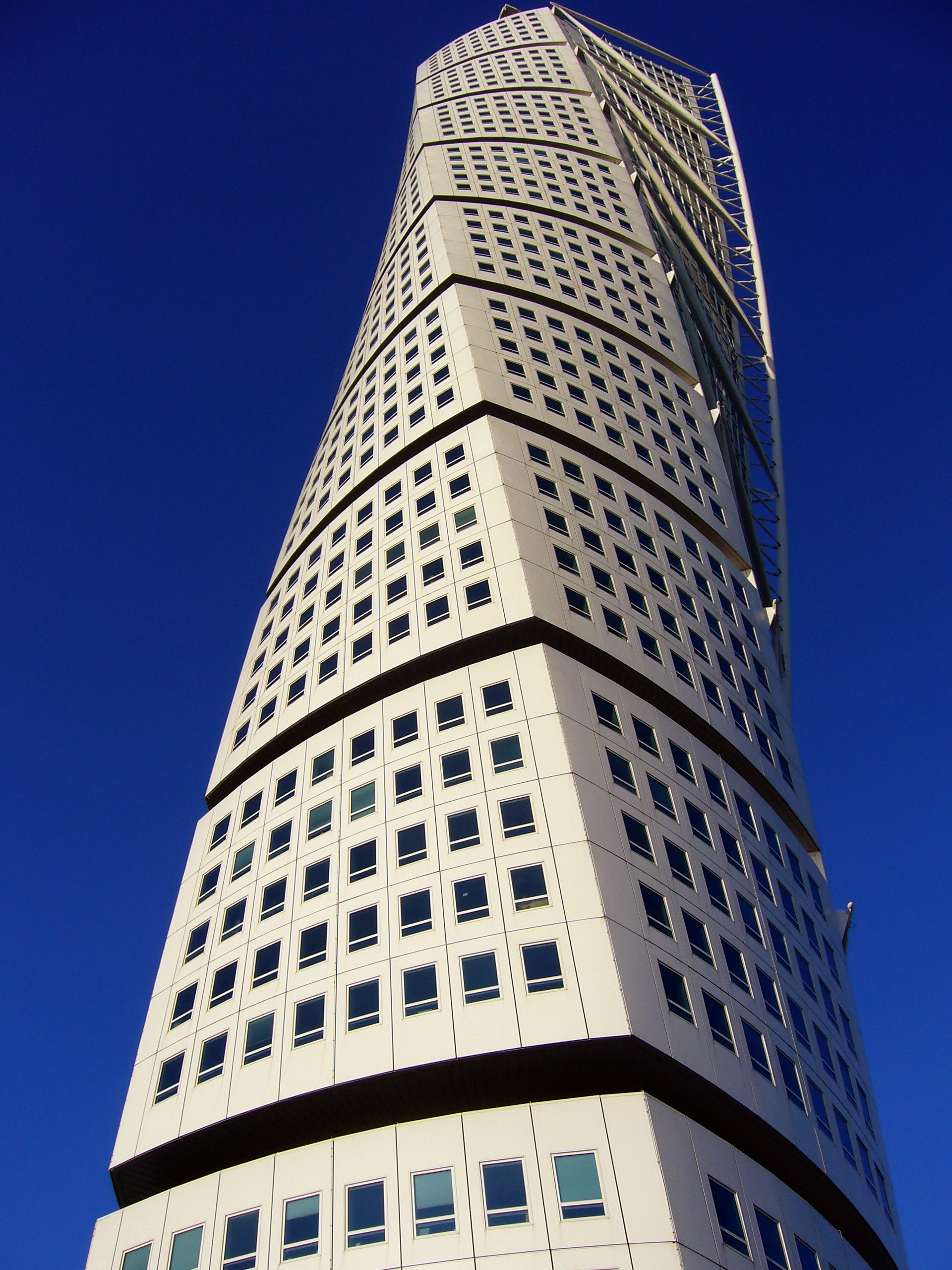
Le Turning Torso, à Malmö (par Santiago Calatrava Valls, 2005).
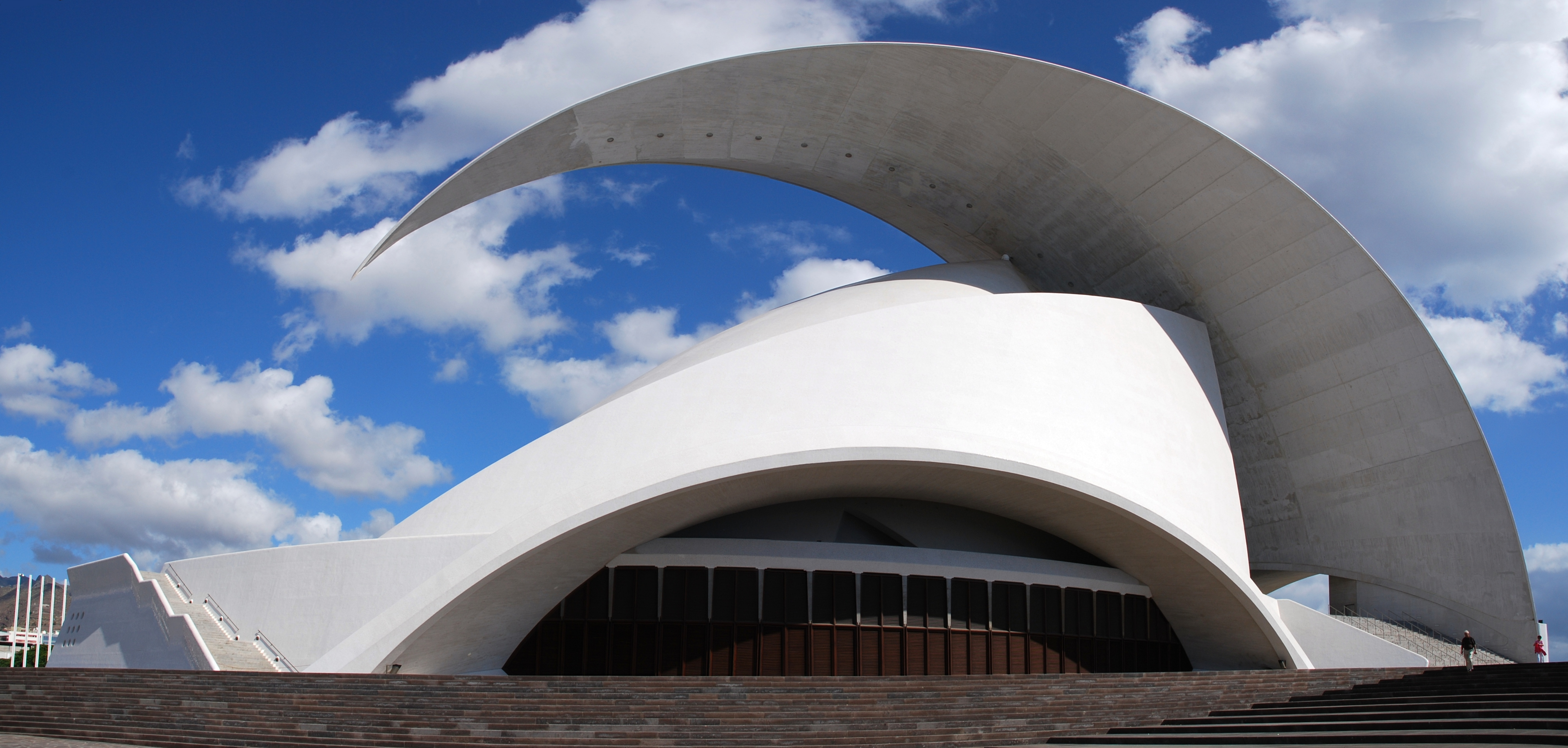
L'Auditorium de Tenerife, à Santa Cruz de Tenerife (par Santiago Calatrava Valls, 2003).
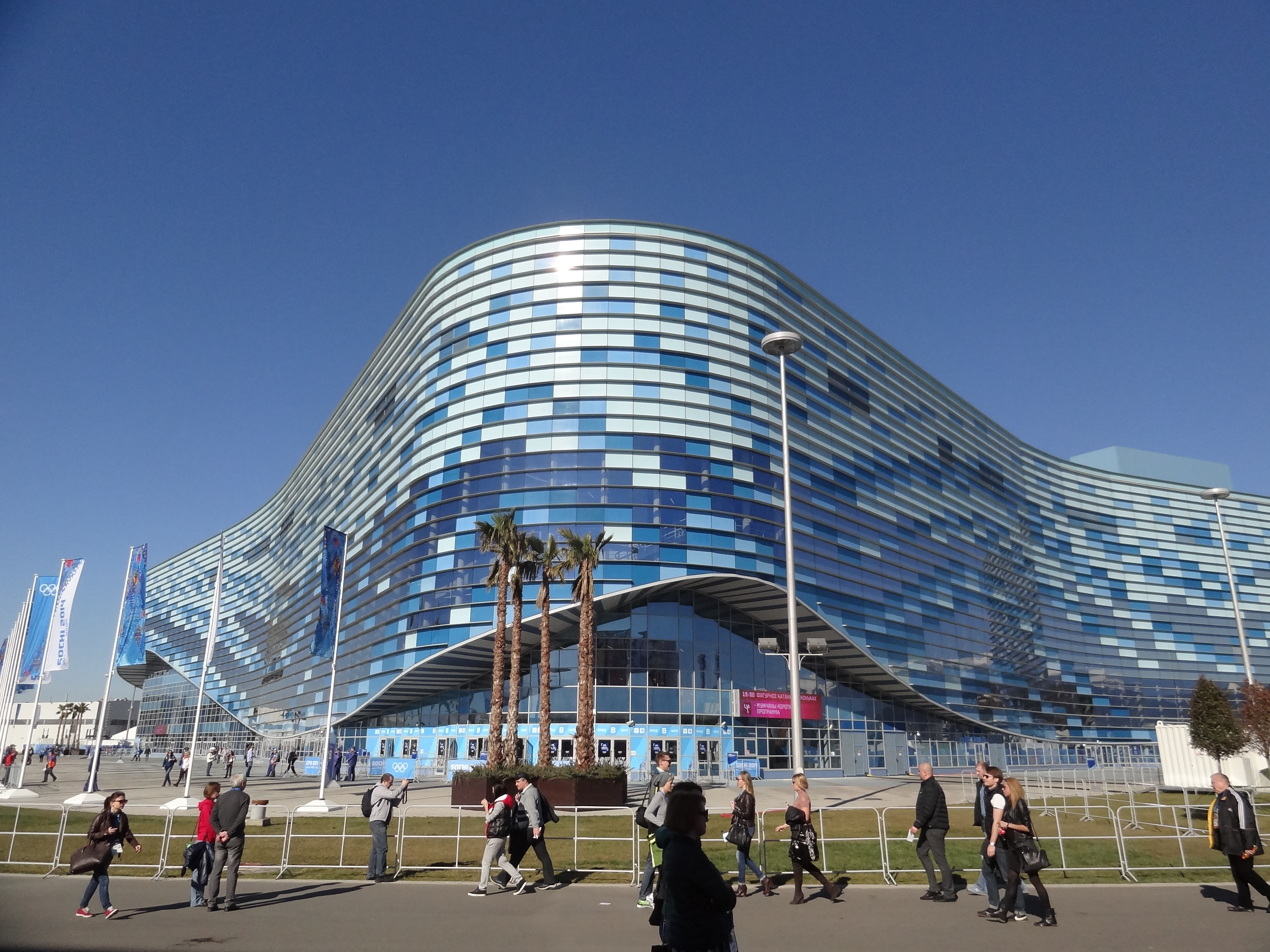
Le centre de patinage artistique Iceberg, à Sotchi (par Andrey Bokov, 2012).
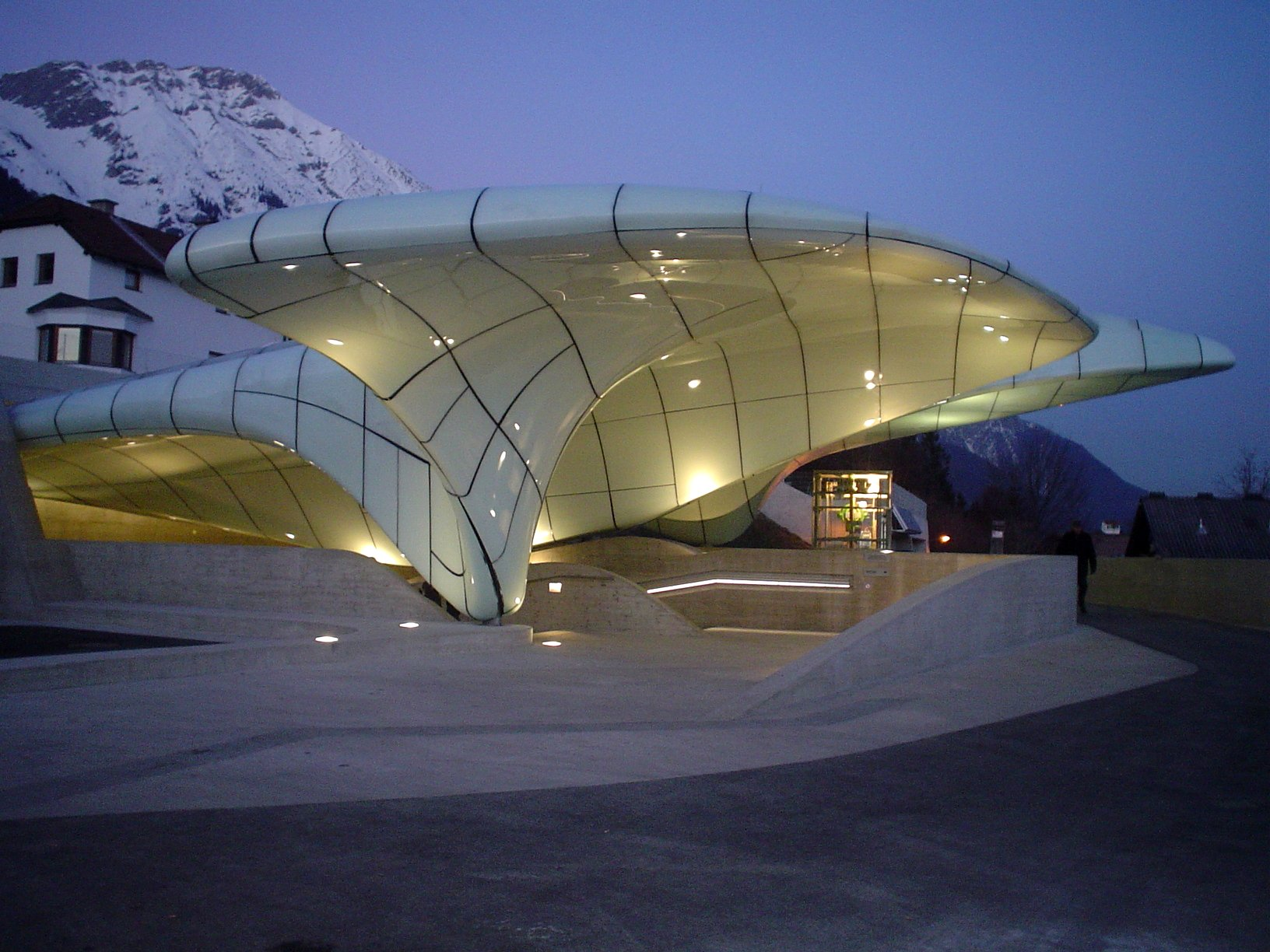
La station supérieure « Hungerburg », en Autriche (par Zaha Hadid, 2007).
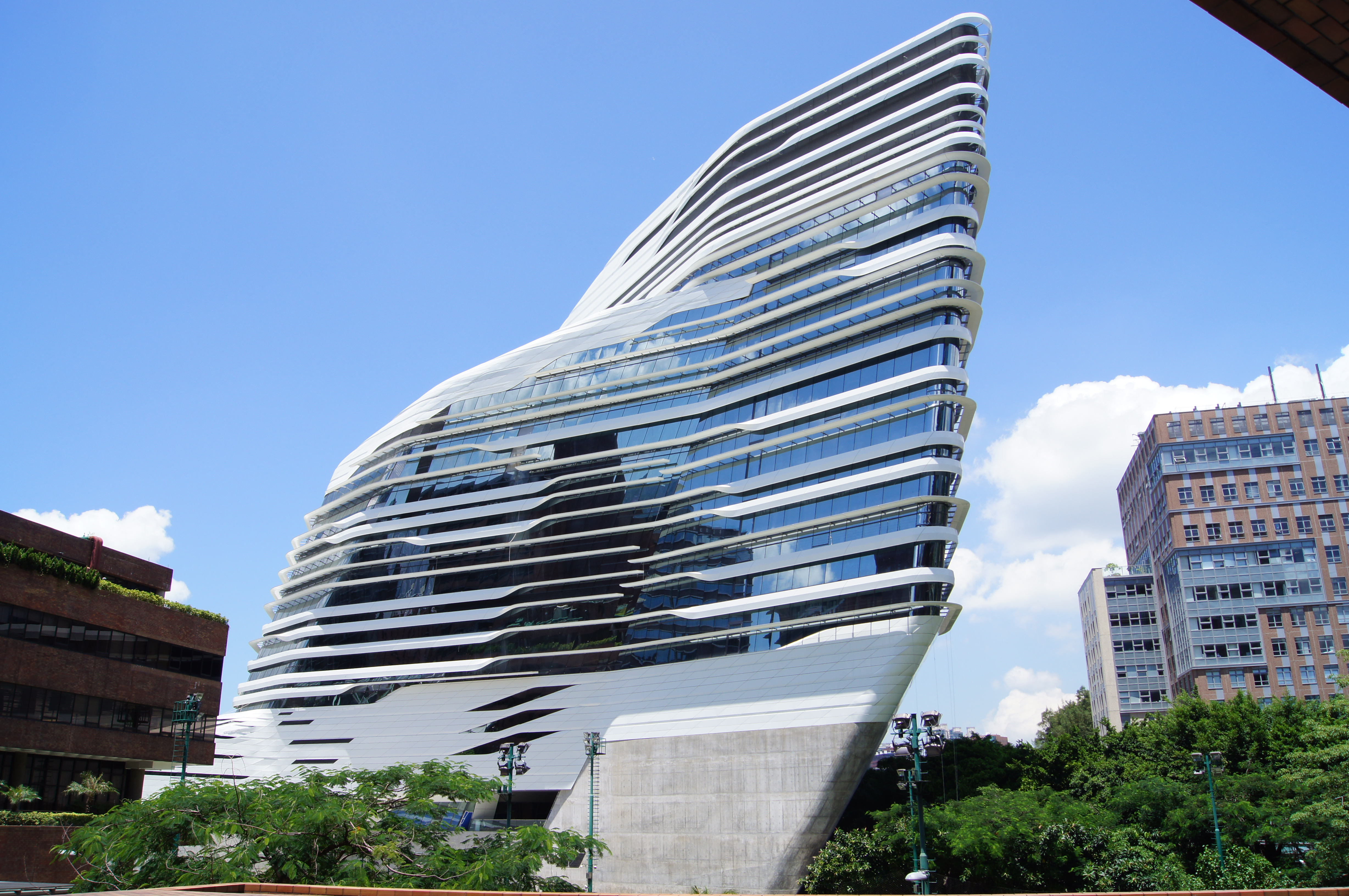
Le Jockey Club Innovation Tower (en), à Hong Kong (par Zaha Hadid, 2013).
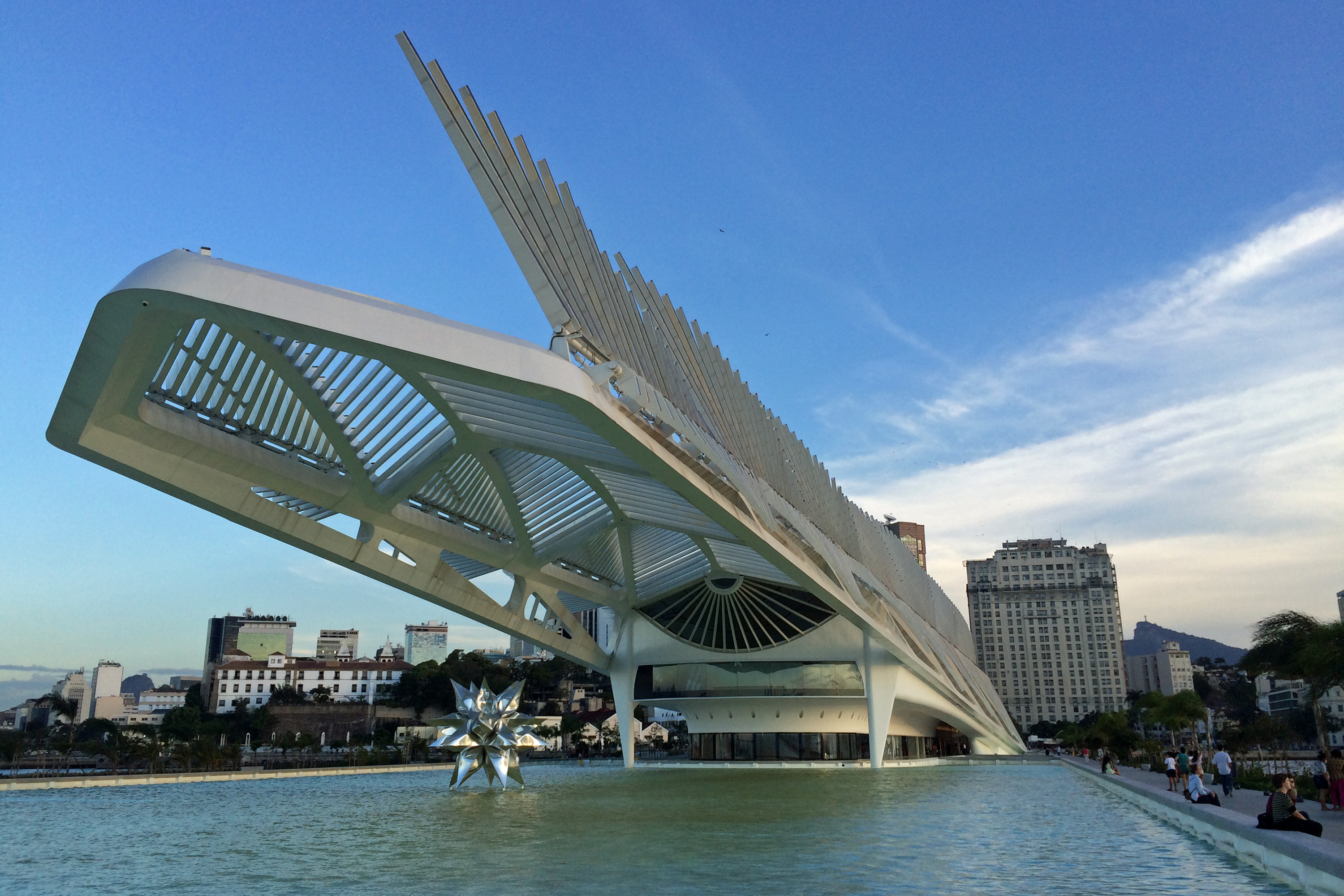
Le musée de Demain, à Rio de Janeiro (par Santiago Calatrava Valls, 2015).
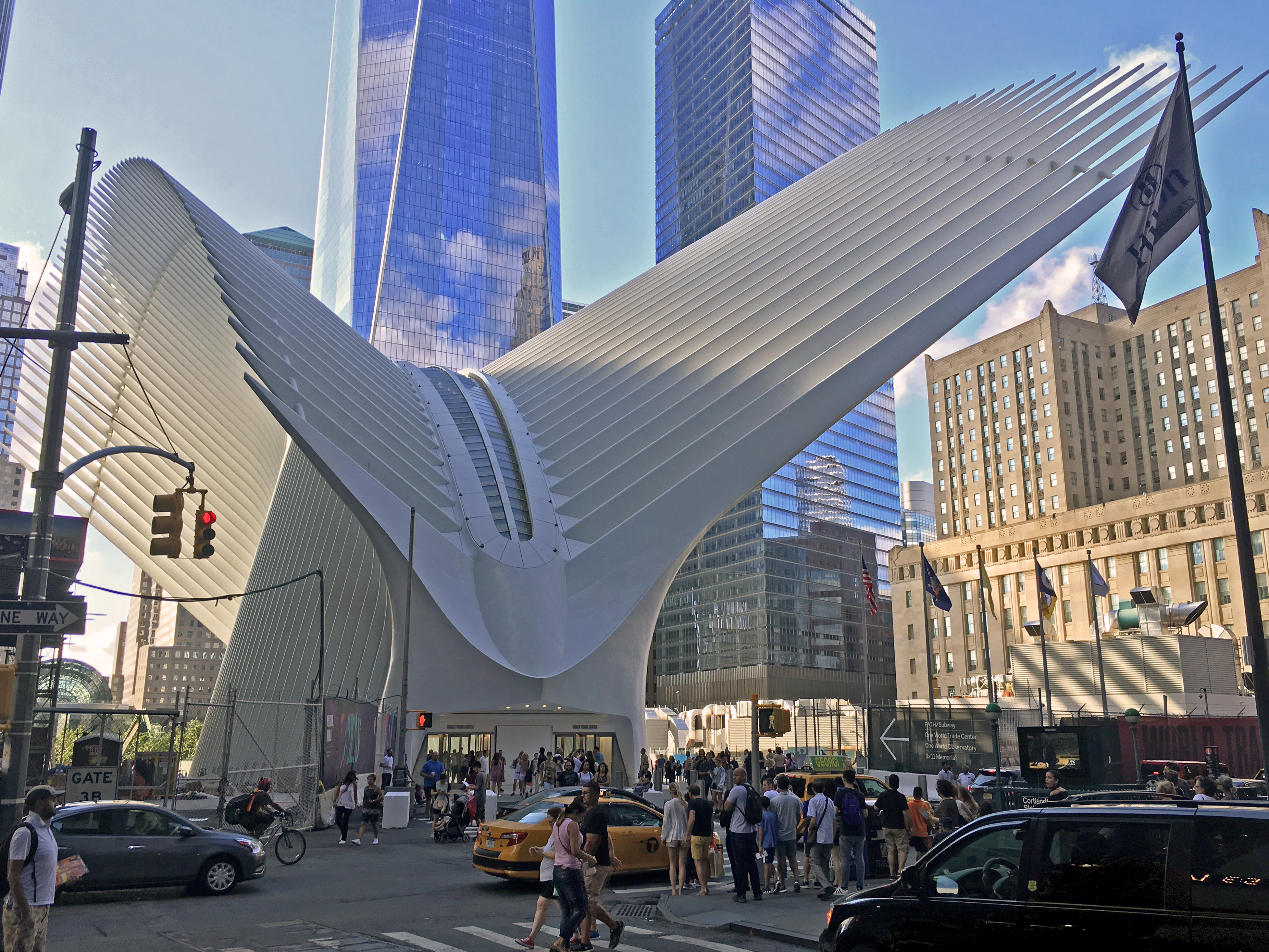
Le World Trade Center, à New York (par Santiago Calatrava Valls, 2016).
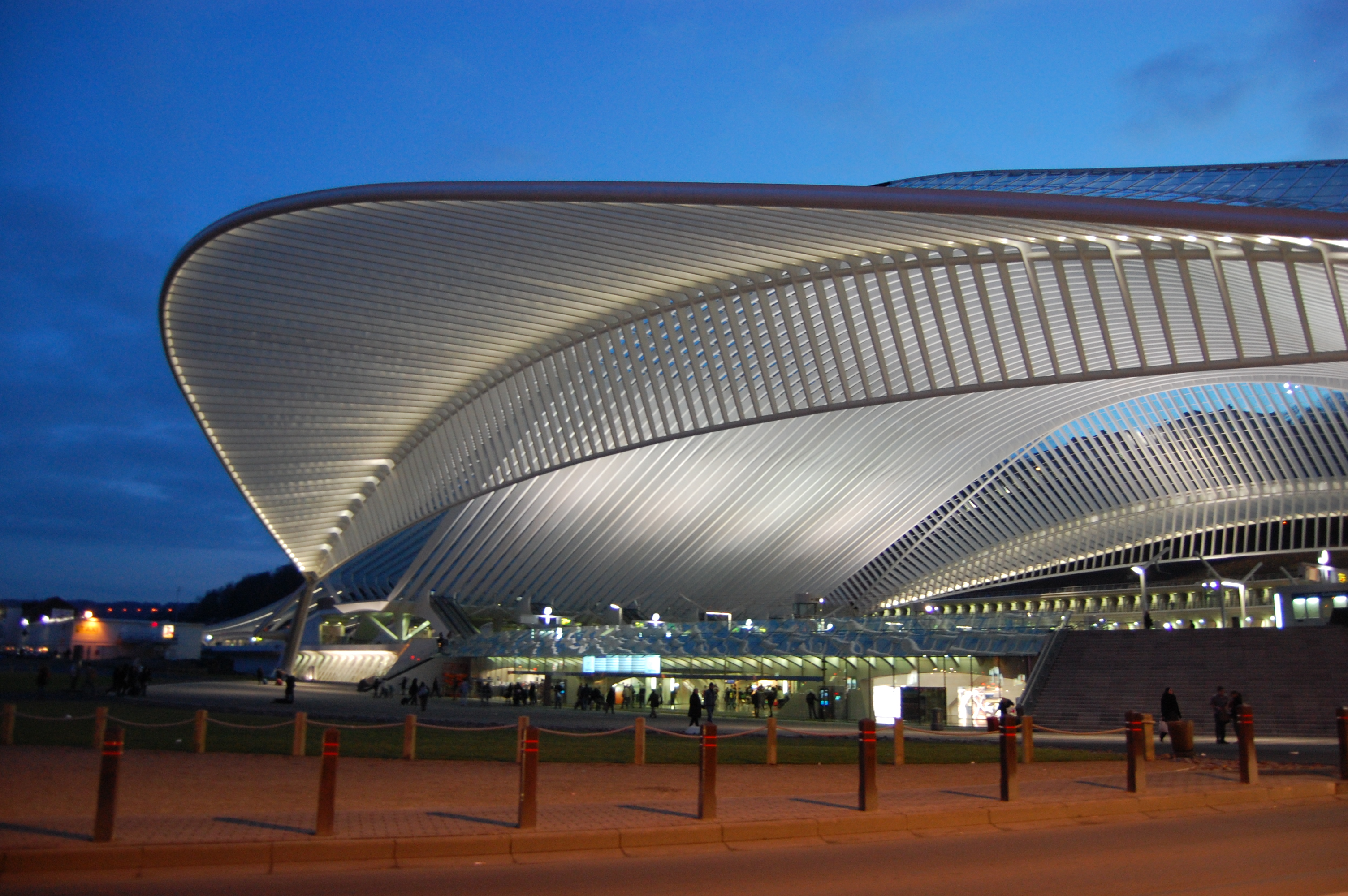
La gare de Liège-Guillemins, à Liège (par Santiago Calatrava, 2009).
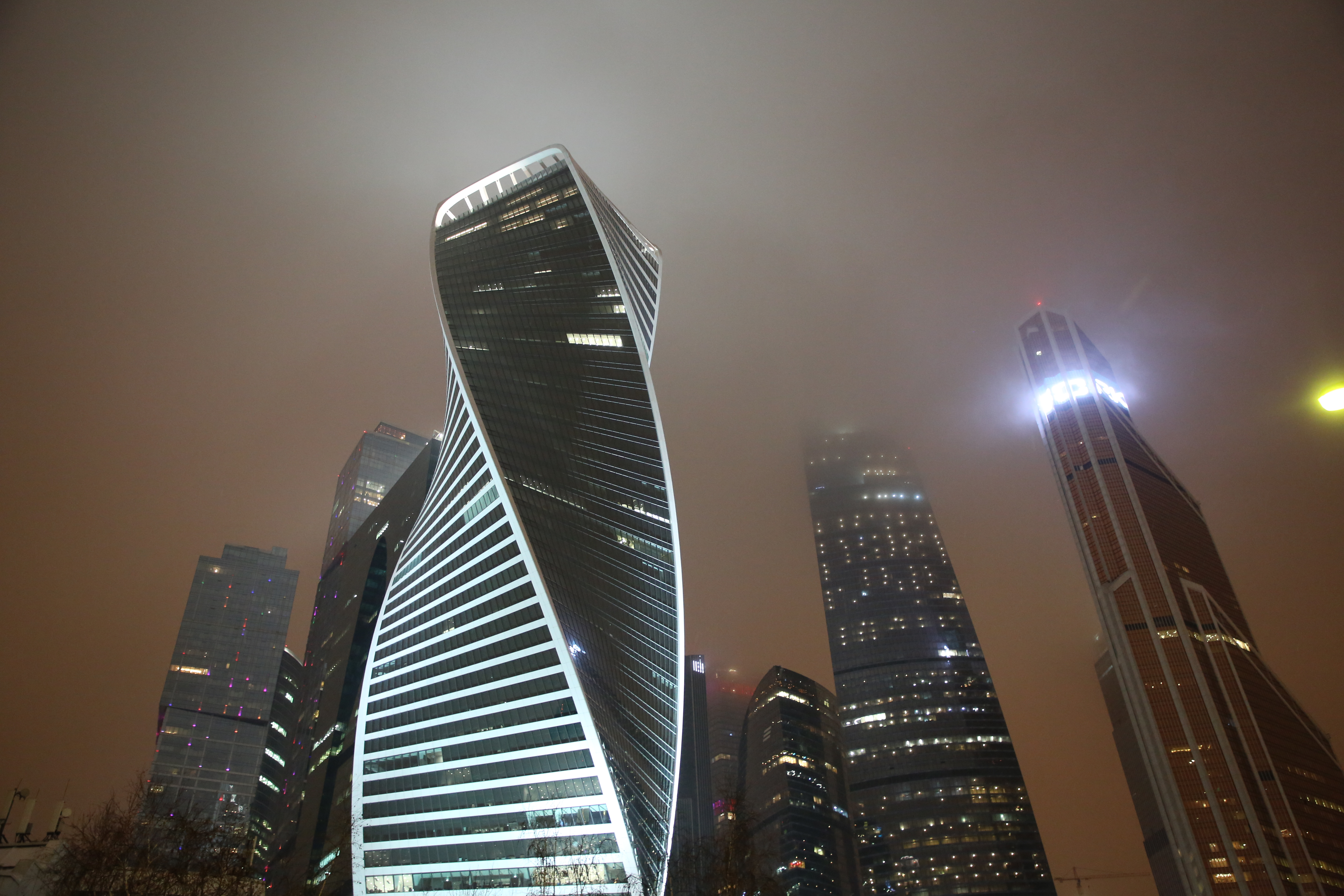
The Evolution Tower, à Moscou (par RMJM et Philipp Nikandrov, 2014).